# Patagonotothen guntheri
Patagonotothen guntheri is een straalvinnige vissensoort uit de familie van ijskabeljauwen (Nototheniidae). De wetenschappelijke naam van de soort is voor het eerst geldig gepubliceerd in 1937 door Norman.